# Armando Chirveches
Armando Chirveches (La Paz, 1881 - París, 29 de octubre de 1926) fue un abogado, poeta y escritor boliviano.

## Carrera
Estudió en la Universidad Mayor Real y Pontificia San Francisco Xavier de Chuquisaca, donde se recibió de abogado.
En 1908 se unió al Partido Liberal. Durante los años siguientes ejerció labor diplomática, en varios países americanos y europeos.
En 1920 se exilió en París, debido al ascenso al poder en Bolivia del Partido Republicano.
Se enmarca dentro de la generación de 1910, que transitó del romanticismo al modernismo. También escribió obras de temas jurídicos.
Las vicisitudes de la vida dejaron al escritor sumido en una profunda soledad, en una de sus últimas cartas relata:

Estoy tan solo. No he creado hogar. Conmigo se extingue el nombre de mi familia y los amigos casi no cuentan.

Se suicidó en París en 1926.

## Obra
Su obra es costumbrista, usando técnicas del realismo para describir lo que acontece en su país natal. Entre sus principales influencias están los novelistas españoles como José María de Pereda, Armando Palacio Valdés y Vicente Blasco Ibáñez y los modernistas franceses. Su obra poética es considerada menor, y se destaca por su prosa, en especial las novelas La candidatura de Rojas,La casa solariega y La Virgen del Lago.
- 1901 Lilí (poesía).
- 1904 Noche estival (poesía).
- 1905 Celeste (novela).
- 1909 La candidatura de Rojas (novela).
- 1912 Cantos de primavera (poesía).
- 1916 La casa solariega (novela).
- 1920 La virgen del lago (novela).
- 1920 Añoranzas, al amor y a ellas (poesía).
- 1926 Flor del trópico (novela).
- 1926 A la vera del mar (novela).
- 1926 "Alcides Arguedas" [artículo en francés], Página "La Vie en Amérique Latine. La Vie Littéraire: Les Lettres Hispano-américaines", en Revue de l'Amérique Latine, 5º año, Tomo XII, Nº 57, París, 1º de septiembre de 1926, p. 259-260.